# اونیموشا: اربابان جنگ
اونیموشا: اربابان جنگ (به انگلیسی: Onimusha: Warlords) نام یک بازی ویدئویی در سبک اکشن-ماجراجویی و هک اند اسلش است که توسط شرکت کپ‌کام توسعه یافته و در سال ۲۰۰۱ منتشر شده‌است. این بازی در سال ۲۰۰۱ برای پلی‌استیشن ۲، و در سال ۲۰۰۲ یک نسخه ارتقاء یافته با عنوان گنما اونیموشا (ژاپنی: 幻魔 鬼武者) برای کنسول ایکس‌باکس عرضه شد. همچنین بر اساس نسخه اصلی بازی یک نسخه سازگار شده از آن نیز برای مایکروسافت ویندوز در دسترس قرار گرفت، اگرچه تنها در آسیا و روسیه منتشر شد. یک ریمستر از بازی نیز برای نینتندو سوئیچ، پلی‌استیشن ۴، ایکس‌باکس وان و ویندوز از طریق استیم در ۱۵ ژانویه ۲۰۱۹ منتشر شد.
داستان بازی در دوره سنگوکو روایت می‌شود و بر سامورایی سامانوسکه آکچی تمرکز دارد که با نیروهای نوبوناگا مبارزه می‌کند. پس از مرگ نوبوناگا در نبرد، سامانوسکه برای نجات پرنسس یوکی از شر شیاطینی که در کنار نیروهای نوبوناگا کار می‌کنند، تلاش می‌کند. بازیکن کنترل سامانوسکه و شریکش، یک نینجا زن به نام کایده، را در مبارزه با شیاطین کنترل می‌کند.
پس از انتشار، اونیموشا به محبوبیت بالایی دست یافت و اولین بازی پلی‌استیشن ۲ شد که به فروش یک میلیونی رسید. فروش آن در نهایت از دو میلیون نسخه در سراسر جهان گذشت. این بازی با استقبال خوبی از سوی انتشارات بازی‌های ویدیویی مواجه شده و به عنوان یکی از بهترین عناوین موجود در پلی‌استیشن ۲ شناخته شده‌است. دو دنباله مستقیم برای همان کنسول و با سه بازی دیگر در فرنچایز دنبال شد.

## گیم پلی
بازیکن به‌طور کلی شمشیرزن سامانوسکه آکچی را در مبارزه با شیاطین کنترل می‌کند.
بازیکن، بازی را با یک شمشیر استاندارد کاتانا شروع می‌کند و می‌تواند سلاح‌های دوربرد مانند تیر و کمان را با عرضه محدود به دست آورد. با پیشرفت بازیکن، قهرمان داستان، سامانوسکه می‌تواند سه اسلحه اصلی را به دست آورد: رعد، آتش و باد؛ که هر کدام یک قدرت جادویی دارند. هنگامی که دشمنان شکست می‌خورند، روح‌های رنگارنگ متفاوتی را آزاد می‌کنند که با استفاده از دستکش روی مچ سامانوسکه جذب می‌شوند: روح‌های قرمز به‌عنوان «ارز» عمل می‌کنند که می‌توان از آن برای ارتقاء سلاح‌ها استفاده کرد، روح‌های زرد سلامت را بازیابی می‌کنند، در حالی که روح‌های آبی قدرت جادویی را بازیابی می‌کنند که برای انجام توانایی‌های جادویی هر سلاح استفاده می‌شود.
برخی از بخش‌ها با دستیار سامانوسکه، یک کونوایچی به نام کایده دنبال می‌شود. او سلاح‌های متمایز و توانایی‌های آکروباتیک خود را دارد، اما قادر به جذب روح نیست.
بخش اکشن بازی با حل معماها و پازل‌ها و جمع کردن آیتم‌ها مانند دارو و سلاح همراه شده‌است.

## بازخورد
| گردآورنده  | امتیاز                                                                  |
| ---------- | ----------------------------------------------------------------------- |
| گیم‌رنکینگز | PS2: 84% XBOX: 81%                                                      |
| متاکریتیک  | PS2: 86/100 XBOX: 83/100 NS: 71/100 PC: 67/100 PS4: 73/100 XONE: 74/100 |

| ناشر         | امتیاز                   |
| ------------ | ------------------------ |
| گیم اینفورمر | PS2: 8.75/10             |
| گیم‌اسپات     | PS2: 8.4/10 XBOX: 8.7/10 |
| آی‌جی‌ان       | PS2: 8.9/10 XBOX: 8.3/10 |
| نکست جنریشن  | 3/5 ستاره                |

اونیموشا: اربابان جنگ یک موفقیت تجاری بود و بیش از ۲ میلیون نسخه در سراسر جهان فروخت و ۱٫۰۴ میلیون نسخه در ژاپن فروخته شد. این بازی پلاتینیوم شد و به سرعت تبدیل به پرفروش‌ترین بازی پلی‌استیشن ۲ در زمان انتشار شد. تا جولای ۲۰۰۶، نسخهٔ پلی‌استیشن بازی ۸۰۰۰۰۰ نسخه فروخته بود و ۲۸ میلیون دلار در ایالات متحده درآمد کسب کرد. نکست جنریشن آن را به عنوان هفتاد و پنجمین بازی پرفروشِ پلی استیشن ۲، ایکس باکس یا گیم‌کیوب بین ژانویه ۲۰۰۰ تا ژوئیه ۲۰۰۶ در کشور سازنده رتبه‌بندی کرد. فروش ترکیبی اونیموشا تا ژوئیه ۲۰۰۶ به ۳ میلیون واحد در ایالات متحده رسید.
این بازی نقدهای مثبتی دریافت کرده‌است. منتقدان گرافیک، صدا و گیم پلی بازی را تحسین کردند، اما از کوتاه بودن مدت بازی شکایت کردند. در ژاپن، مجله فامیتسو به نسخه پلی‌استیشن ۲ بازی ۳۵ از ۴۰، و به نسخه ایکس‌باکس ۳۴ از ۴۰ امتیاز داد. نسخه ایکس باکس نامزد جوایز سالانه گیم‌اسپات به عنوان «بهترین داستان در ایکس باکس» و «بهترین بازی اکشن ماجراجویی در ایکس باکس» شد.
بلیک فیشر نسخه پلی استیشن ۲ بازی را در نکست جنریشن نقد کرد و به آن سه ستاره از پنج امتیاز داد و اظهار داشت: «اونیموشا یک بازی زیبا است که فاقد طراحی‌های بازی‌های مدرن‌تر است. تجربه بسیار خوبی است، اما یک بازی که با ظاهر شدن بازی‌های جدید پی‌اس۲ فراموش خواهید کرد.»
کمپلکس نتورکز نیز اونیموشا را به عنوان یکی از محبوب‌ترین و از دست رفته‌ترین بازی‌های پلی استیشن ۲ فهرست کرده‌است.
ریمستر ۲۰۱۹ نقدهای متفاوت تا مثبتی از منتقدان دریافت کرد. در حالی که گیم پلی اکشن آن به دلیل مقاومت در برابر زمان مورد ستایش قرار گرفت، گفته می‌شد که جلوه‌های بصری، طراحی بازی و ارائه آن ضعیف بوده‌است. عدم وجود محتوای اضافی در گنما اونیموشا در ریمستر نیز با انتقاداتی مواجه شد. وب‌سایت رسانه‌های ترسناک بلادی دیسگاستینگ به آن امتیاز ۳٫۵ از ۵ داد و نوشت: «در زیر یک رنگ جدید و برخی تنظیمات هوشمندانه، اونیموشا: اربابان جنگ یک بازی اکشن ضروری در سال ۲۰۱۹ نمی‌سازد، اما در عین حال یک مدرن‌سازی عالی است» در حالی که ویندوز سنترال به نسخه ایکس باکس وان امتیاز ۴ از ۵ را داد و آن را "به هیچ وجه کامل نیست" خواند، اما در ادامه بیان کرد که "انفجار شگفت انگیزی از گذشته" بود. در یک بررسی انتقادی‌تر، آی‌جی‌ان امتیاز ۶٫۵ از ۱۰ را به بازی اعطا کرد، نظر نهایی این بود که " اونیموشا: اربابان جنگ دقیقاً همان چیزی است که شما آن را به یاد دارید، و در سال ۲۰۱۹، این لزوماً چیز خوبی نیست.